# Gustáv Hermann
Gustáv Hermann (Trnava, 16 marzo 1920 – Bratislava, 31 marzo 2010) è stato un cestista, allenatore di pallacanestro e dirigente sportivo cecoslovacco, dal 1993 slovacco.

## Carriera
Vinse la medaglia d'oro ai Campionati europei del 1946 e quella d'argento a quelli del 1947.